# Robin Olds
Pour les articles homonymes, voir Olds.
Robin Olds né le 14 juillet 1922 à Honolulu et mort le 14 juin 2007 à Steamboat Springs (Colorado), est un pilote de chasse américain et général de l'US Air Force. C'est un as de l'aviation avec un total de 17 victoires.

## Carrière
Fils d’un major-général de l’USAAF, il sort de l'académie de West Point en 1943.
Il a obtenu 13 victoires aériennes sur la Luftwaffe durant la Seconde Guerre mondiale en une centaine de missions de combat à bord d’un P-38 et il est crédité de la destruction au sol de 11,5 autres avions allemands à partir du 14 août 1944, date de sa première victoire.
Durant la guerre du Viêt Nam, il prend la tête du 8th Fighter Wing entre 1966 et 1968 stationné sur la base aérienne d'Ubon Ratchathani. À son arrivée, le climat est morose, l'unité ayant perdu un McDonnell Douglas F-4 Phantom II peu avant sa prise de commandement. Il contribuera fortement à rehausser le moral de ses hommes et à faire reprendre l'initiative à l'USAF, organisant pour ce faire un piège qui permettra d'abattre 7 MiG 21 sans perte, lors de l'opération Bolo, le 2 janvier 1967.
Il abat à bord d’un McDonnell Douglas F-4 Phantom II biplace 2 MiG-21 et 2 MiG-17 à coups de missiles air-air au-dessus du Nord-Vietnam.
Après son tour de service, Olds est promu Brigadier General le 28 mai 1968 et devient commandant de l'United States Air Force Academy. En 1972, il effectue une tournée d'inspection sur les bases thaïlandaises, effectuant plusieurs missions de combat non officielles. Il demandera l'autorisation d'être rétrogradé au rang de colonel en échange d'une participation active aux opérations et devant le refus de sa hiérarchie il prend sa retraite de l'USAF le 1er juin 1973.
En mars 2007, Robin Olds est hospitalisé pour un cancer de la prostate et meurt des suites de troubles cardiaques le 14 juin 2007.